# Julius Nättinen
Julius Nättinen, född 14 januari 1997 i Jyväskylä, Finland, är en finländsk professionell ishockeyspelare (forward) som spelar för Växjö Lakers HC i SHL.
Han är yngre bror till Joonas Nättinen.